# Cryptoblepharus renschi
Cryptoblepharus renschi är en ödleart som beskrevs av  Mertens 1928. Cryptoblepharus renschi ingår i släktet Cryptoblepharus och familjen skinkar. IUCN kategoriserar arten globalt som livskraftig. Inga underarter finns listade i Catalogue of Life.